# Doratogonus circulus
Doratogonus circulus é uma espécie de milípede da família Spirostreptidae.
É endémica da África do Sul.